# 全日本大学女子サッカー連盟
全日本大学女子サッカー連盟（ぜんにほんだいがくじょしサッカーれんめい、英称:Japan University Women Football Association、略称:JUWFA）は、日本国内における大学サッカー部の競技連盟。

## 概要と歴史
- 1995年12月 - 創設

## 組織構成
※令和5年度加盟登録88校、()内は前年度比。
- 関東大学女子サッカー連盟、35校(+3)
- 関西学生女子サッカー連盟[1]、17校(-1)
- 九州大学女子サッカー連盟、10校(+1)
- 東海学生女子サッカー連盟、7校(+1)
- 北信越大学女子サッカー連盟[2]、6校(+1)
- 東北地区大学女子サッカー連盟[3]、5校(-1)
- 中国大学女子サッカー連盟、5校(+1)
- 四国大学女子サッカー連盟、2校
- 北海道：1校

## 主催・主管大会
- 全日本大学女子サッカー選手権大会
- 全国大学女子サッカーつくばフェスティバル
- 大学女子サッカー地域対抗戦

## 在籍した人物
- 渡邉聡